# Introducing Eddy and the Falcons
Az Introducing Eddy and the Falcons a Wizzard együttes 1974-ben megjelent második stúdióalbuma.

## Dalok
Minden dalt Roy Wood írt, kivétel azokat, ahol a szerzők jelölve vannak.

### Első oldal
1. Intro – 0:45
2. Eddy's Rock – 3:56
3. Brand New 88 – 3:21
4. You Got Me Runnin' – 3:15
5. I Dun Lotsa Cryin' Over You – 3:22
6. This Is the Story of My Love (Baby) – 4:45

### Második oldal
1. Everyday I Wonder – 4:56
2. Crazy Jeans – 2:48
3. Come Back Karen – 3:05
4. We're Gonna Rock 'n' Roll Tonight – 5:06

### Bónuszdalok az 1999-es újrakiadáson
1. Rock & Roll Winter – 3:09
2. Dream of Unwin (Charlie Grima) – 3:09
3. Nixture (Nick Pentelow) – 2:31
4. Are You Ready to Rock – 5:23
5. Marathon Man (Keith Smart, Mike Tyler) – 2:15

## Közreműködött
- Roy Wood – ének, gitár, dob, oboa, cselló, basszusgitár, billentyűs hangszerek, fagott, vonós basszus, tenor- és bariton-szaxofon, ütőhangszerek
- Rick Price – ének, basszusgitár, gitár, ütőhangszerek
- Nick Pentelow – tenorszaxofon
- Mike Burney – tenor- és bariton-szaxofon
- Keith Smart – dob
- Charlie Grima – ütőhangszerek
- Bill Hunt – zongora
- Bob Brady – ének és zongora a We're Gonna Rock 'n' Roll Tonight c. dalban[1]